# Adolf Hartwig Heinrich von Bülow
Adolf Hartwig Heinrich von Bülow (né le 14 octobre 1787 à Schwerin - mort le 11 décembre 1816 à Cismar) est un fonctionnaire allemand.

## Biographie
Adolf von Bülow est le fils de Bernhard Joachim von Bülow. Son père est Reisemarschall. 
À partir du 9 novembre 1809, il travaille au service de la couronne danoise et l'année suivante, il travaille dans l'administration du Trésor puis intègre le ministère des Finances.
Il épouse Suzanne von Baudissin le 26 septembre 1813 à Copenhague. Il travaille comme chambellan auprès du roi du Danemark. La famille gardera par la suite des contacts très rapprochés avec la famille royale danoise. 
Adolf von Bülow est le père de Bernhard Ernst von Bülow et le grand-père du futur chancelier Bernhard von Bülow.